# Phorotrophus radialis
Phorotrophus radialis là một loài tò vò trong họ Ichneumonidae.